# IEEE Transactions on Automatic Control
IEEE Transactions on Automatic Control (skrót:     IEEE Trans Automat Contr, TAC) – amerykańskie czasopismo naukowe dotyczące teorii, projektowania i zastosowań systemów sterowania. Ukazuje się od 1969 roku jako organ IEEE Control Systems Society. Miesięcznik.
Na łamach czasopisma publikowane są prace dotyczące m.in. takich zagadnień jak: kontrola w czasie rzeczywistym, kontrola optymalna, kontrola adaptacyjna i stochastyczna, systemy liniowe, modelowanie systemowe oraz zastosowania systemów fizycznych, ekonomicznych i społecznych.
Pismo ma współczynnik wpływu impact factor (IF) wynoszący 5,007 (2017) oraz wskaźnik Hirscha równy 245 (2017). 
W międzynarodowym rankingu SCImago Journal Rank (SJR) mierzącym znaczenie i prestiż poszczególnych czasopism naukowych „IEEE Transactions on Automatic Control" zostało w 2017 roku sklasyfikowane na:
- 3. miejscu wśród czasopism z zakresu sterowania i inżynierii systemów[5]
- 7. miejscu wśród czasopism z zakresu inżynierii elektrycznej i elektronicznej[6]
- 9. miejscu wśród czasopism z zakresu naukowych zastosowań komputerów[7]

W polskich wykazach czasopism punktowanych przez Ministerstwo Nauki i Szkolnictwa Wyższego publikacja w tym czasopiśmie otrzymywała 40 punktów (lata 2013-2016).
Redaktorem naczelnym czasopisma jest Alessandro Astolfi – związany z Department of Electrical and Electronic Engineering Imperial College London oraz Università degli Studi di Roma „Tor Vergata". 